# Bocula punctilineata
Bocula punctilineata är en fjärilsart som beskrevs av George Francis Hampson 1891. Bocula punctilineata ingår i släktet Bocula och familjen nattflyn. Inga underarter finns listade i Catalogue of Life.